# Maesobotrya scariosa
Maesobotrya scariosa là một loài thực vật có hoa trong họ Diệp hạ châu. Loài này được Pax mô tả khoa học đầu tiên năm 1921.